# マリリン・クエール
マリリン・タッカー・クエール（英語: Marilyn Tucker Quayle , 1949年7月29日 - ）は、アメリカ合衆国の弁護士、小説家。第44代アメリカ合衆国副大統領ダン・クエールの妻でもある。夫がアメリカ合衆国副大統領に就任した1989年1月20日からその任期が終了する1993年1月20日までアメリカ合衆国のセカンドレディの役割を担った。

## 生い立ちと教育
マリリン・タッカーは1949年7月29日にアメリカ合衆国のインディアナ州インディアナポリスにて、ウォーレン・サミュエル・タッカー（1912–2004）とメアリー・アリス・タッカー（1916–1975）の娘として出生した。両親はともに医師であった。タッカー夫妻の6人の子どもの4番目の子であり、3人の姉妹（ナンシー、サリー、ジャネット）と2人の兄弟（ジェームズ、ウィリアム）がいた。母方の祖父はスコットランドのメイボール出身者である。
厳格なクリスチャン家庭で育てられた。両親は非正統的な聖書の解釈やリベラル派、福祉受給者、同性愛者らに対して非難を浴びせるキリスト教原理主義的な説教で知られる牧師、ロバート・ティーメの長年の信奉者であり、マリリンもその影響を受けてティーメの熱心な信奉者となった。
ブロードリップル高校に通った後、パデュー大学で政治学学士（BA）号を取得した。パデュー大学の新入生クラスでは会計係を任された。その後にインディアナ大学ロー・スクールを夜間の授業に出席して修了し、法務博士（JD）の学位を取得した。このロー・スクールでダン・クエールと出会った。ともにインディアナ州司法長官のオフィスでインディアナ州の死刑法の改正草案を作成する作業に携わることになり、そのことがきっかけとなってすぐに交際を開始した。二人が結婚式をあげたのは出会ってから10週間後の1972年11月18日のことであった。クエール夫妻は1974年の同じ日にそろってインディアナ州の司法試験に合格したが、マリリンは試験のわずか数日前に第一子のタッカーを出産していた。彼女は確実に試験を受けられるように医師に誘発分娩を依頼した。夫妻は3人の子どもをもうけた。
- タッカー・ダンフォース・クエール（1974年7月生まれ） - アリゾナ州の実業家。弟のベンと共同で投資会社「ティンワルド・キャピタル」を経営している[15]。
- ベンジャミン・ユージーン “ベン” クエール（1976年11月5日生まれ） - アリゾナ州の実業家、弁護士、政治家。2011年から2013年まで連邦下院議員を務めた[16]。
- メアリー・コリーヌ・クエール（1978年生まれ）

## 経歴

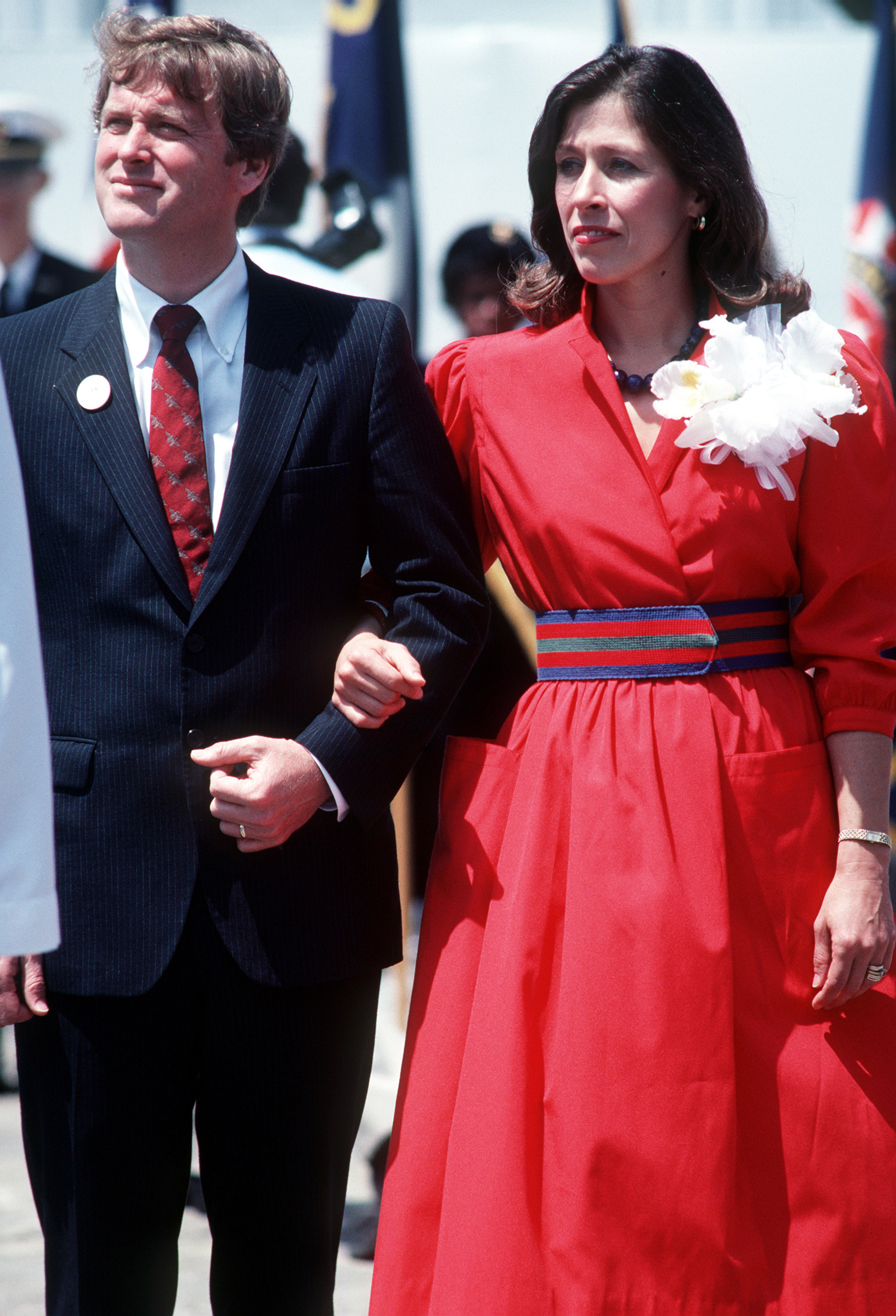
1984年4月14日。アメリカ海軍のミサイル巡洋艦『ヴィンセンス』の進水式に出席する連邦上院議員ダン・クエールとマリリン夫人

司法試験に合格した後にクエール夫妻はインディアナ州ハンティントンに戻り、共同で弁護士としての活動を開始した。クエールは彼の父親が経営する新聞社の仕事を手伝っていたため、マリリンがほとんどの法律事務を処理した。1976年にクエールが連邦下院議員に当選すると、夫妻は弁護士活動を中断した。
1988年アメリカ合衆国大統領選挙に勝利したジョージ・H・W・ブッシュのランニングメートとして、ダン・クエールはアメリカ合衆国副大統領に就任することになった。マスメディアは1988年の選挙キャンペーン期間中にマリリンの印象を「冷静で、素っ気なくて、才気のある」「夫を操る実力者」という風に伝えた。マリリンはクエールの政治キャリアを通じて「常に夫に最も近く、最も率直な顧問」であった。
選挙キャンペーン中のイメージに反し、アメリカ合衆国のセカンドレディとなってからのマリリンは3人の子どもと一緒に過ごす時間を大切にしながら、副大統領公邸のホステスとして従来どおり控えめに役割を果たした。公的活動の多くが災害の救援活動に占められた。また、母親を乳がんで亡くしたこともあり、乳がんの早期発見と治療を促進するための活動も行った。1992年3月に姉のナンシー・タッカー・ノースコットとの共著でキューバの独裁者フィデル・カストロの破滅を描いたスリラー『Embrace the Serpent』を出版して小説家デビューを飾った。
マリリンは1992年アメリカ合衆国大統領選挙のキャンペーン中に活発な運動家となった。共和党全国大会でスピーチを行い、選挙遊説に40日費やした。強い「家族の価値」をテーマにスピーチを行う彼女は保守派から大変な人気を博した。読者投票によって選ばれる『グッド・ハウスキーピング』1994年版の年次リスト「最も賞賛される女性」にも上位10人のうちの1人として名を連ねていた。
ブッシュとクエールが再選されなかったため、クエール夫妻はインディアナポリスの法律事務所に戻った。その後にクエール一家はアリゾナ州に移住した。
2011年にマリリンが連邦下院議員を務める息子のベン・クエールにとって悪影響をもたらすことになる、選挙区改正案に関する話でアリゾナ州知事ジャン・ブリュワーに電話をかけていたことが報じられた。

## 著書
- Embrace The Serpent (1992年) (ISBN 978-0517588222)  - 姉のナンシー・タッカー・ノースコットとの共著
- The Campaign: A Novel (1996年) (ISBN 978-0310202318)  - 姉のナンシー・タッカー・ノースコットとの共著
- Moments that Matter (1999年) (ISBN 978-0849955297)  - 夫のダン・クエールとの共著